# 스페인 거래소 그룹
스페인 거래소 그룹(스페인어: Bolsas y Mercados Españoles, 약칭 BME)은 마드리드, 바르셀로나, 빌바오, 발렌시아의 증권거래소가 포함된 스페인 증권거래소들과 금융 시장의 조직적인 측면을 다루는 스페인 기업이다.
BME는 2006년 7월 14일부터 상장기업으로, 2007년 7월부터 IBEX 35 구성원으로 활동하고 있다. 2019년 현재 유럽 거래소 중 시장 자본화 규모가 21억 유로(약 23억 2,000만 달러)로 유로넥스트(52억 유로)의 절반에도 못 미친다.

## 같이 보기
- 마드리드 증권거래소